# Rimeize
Rimeize este o comună în departamentul Lozère din sudul Franței. În 2009 avea o populație de 614 de locuitori.

## Evoluția populației
| An        | 1975 | 1982 | 1990 | 1999 | 2006 | 2009 |
| --------- | ---- | ---- | ---- | ---- | ---- | ---- |
| Populație | 532  | 446  | 458  | 514  | 590  | 614  |